# Potamogeton × kyushuensis
Potamogeton × kyushuensis là một loài thực vật có hoa lai ghép trong họ Potamogetonaceae. Loài này được Kadono & Wiegleb miêu tả khoa học đầu tiên năm 1987.